# (1616) Filipoff
(1616) Filipoff est un astéroïde de la ceinture principale découvert le 15 mars 1950 à Alger par l'astronome français Louis Boyer.

## Historique
Sa désignation provisoire, lors de sa découverte le 15 mars 1950, était 1950 EA et il est définitivement nommé en l'honneur de l'astronome Lionel Filipoff.